# Giacomo Alberione

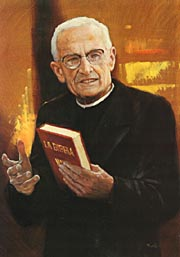
Seliger Giacomo Alberione

Giacomo Alberione (Jakob Alberione) (* 4. April 1884 in San Lorenzo di Fossano bei Cuneo, Italien; † 26. November 1971 in Rom) war ein Priester der Römisch-katholischen Kirche und Ordensgründer. Er wurde 2003 seliggesprochen; sein kirchlicher Gedenktag ist der 26. November.

## Leben

### Herkunft, Jugend und Studienjahre
Giacomo Alberione wurde als fünfter Sohn einer Bauernfamilie geboren. Von 1890 bis 1891 besuchte er die Grundschule in Cherasco, schon in dieser Zeit war sein Entschluss Priester zu werden gewachsen. 1896 wurde er im Katholischen Priesterseminar von Bra unterrichtet und war von 1899 bis 1900 auf dem bischöflichen Gymnasium. In dieser Zeit war er von Büchern und Zeitschriften derart begeistert, dass er seine Schulpflichten vernachlässigte und relegiert werden musste. Er erlebte am eigenen Leib, wie sehr das gedruckte Wort die Menschen beeinflussen konnte. Ab Oktober 1900 war der Priesteramtskandidat abschließend im Priesterseminar des Bistums Alba. In der Neujahrsnacht 1901 erhielt er eine visionäre Deutung, er solle das Evangelium mit neuen Kommunikationsmitteln verkünden. Diese Aufgabenstellung vermittelte in ihm den Drang, sich im kommenden Jahrhundert für die Menschen einzusetzen.

### Priester und Spiritual

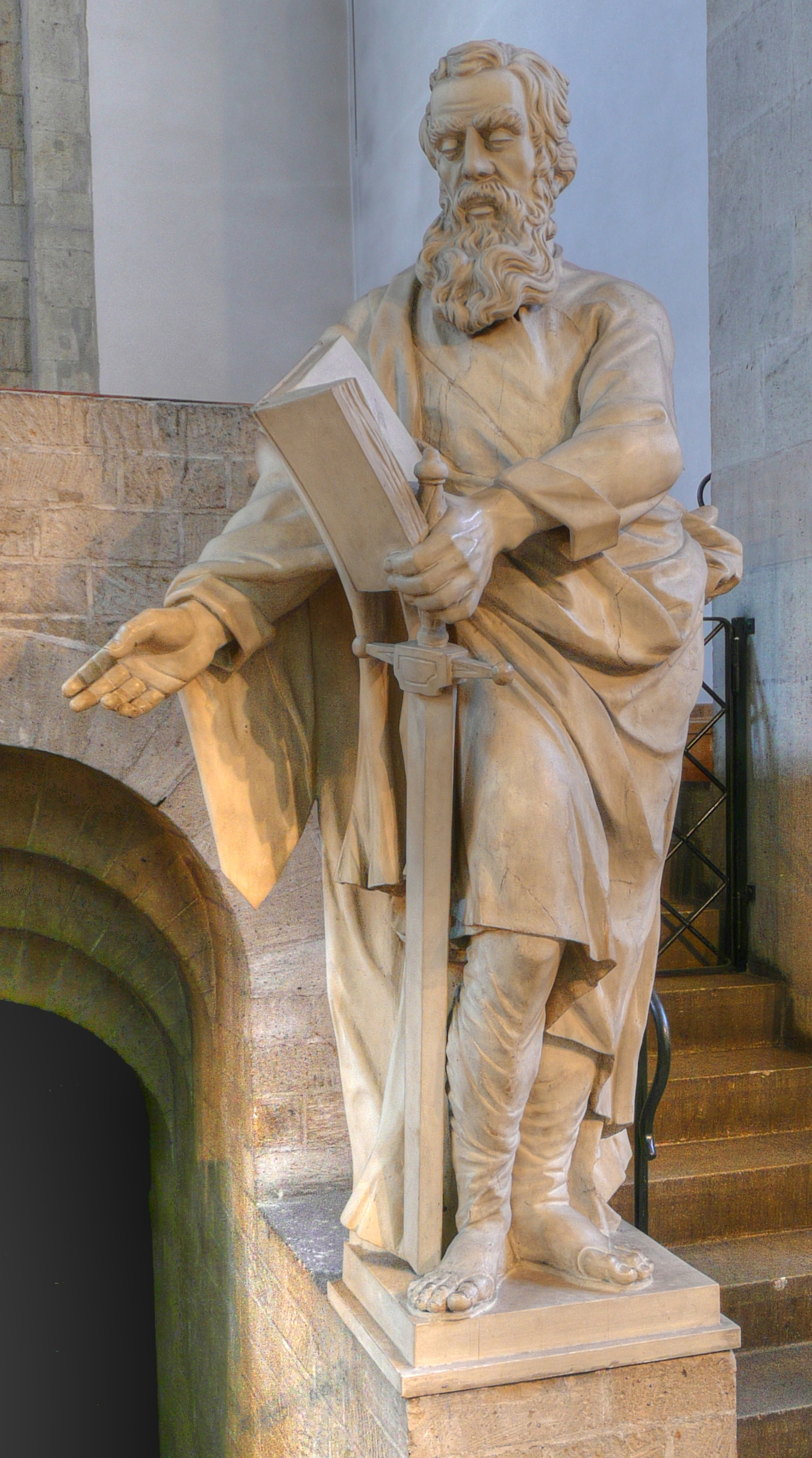
Statue des Apostels Paulus von Tarsus in der Kirche St. Aposteln (Köln)

Am 29. Juni 1907, dem Fest des Martyriums des heiligen Paulus von Tarsus, wurde er zum Priester geweiht. Das Leben und Wirken des heiligen Paulus sollte später sein Leben und sein Werk beeinflussen. Nach einem Kaplansjahr in der Pfarrei von Narzole berief ihn Bischof Giuseppe Francesco Re von Alba 1908 zum Spiritual der Schüler und Studenten im Priesterseminar von Alba. Diese Aufgabe nahm er zwölf Jahre lang wahr.

### Medienapostolat und Ordensgründungen
Die Enzyklika Tametsi futura prospicientibus wurde am 1. November 1900 von Papst Leo XIII. veröffentlicht. In ihr erklärte der Papst, „dass der Klerus alle zur Verfügung stehenden Mittel nutzen müsse, die Menschheit mit dem Wort Gottes vertraut zu machen“. Im modernen Sprachgebrauch hieß dieses für Alberione, dass die Geistlichen sowohl das geschriebene als auch das gesprochene Wort verstärkt als Medium einsetzen sollten. Der junge Priesterkandidat war von dieser Möglichkeit begeistert und war von nun an bestrebt dieser Weisung zu folgen. Ab 1913 gab er die wöchentlich erscheinende Bistumszeitung „Gazetta d’Alba“ heraus.
Die erste Gründung einer Ordensgemeinschaft im modernen paulinischen Geist erfolgte am 20. August 1914 mit der Gesellschaft vom hl. Apostel Paulus. In der daraus entstandenen Paulusfamilie gründete er zwischen 1915 und 1960 weitere fünf Ordensinstitute und Säkularinstitute. Alle Institute des geweihten Lebens glauben an die Wirkung von Medien bei der Verbreitung des Evangeliums, ebenso wie Giacomo Alberione.

### Generaloberer und Konzilsvater
Das erste Generalkapitel der Gesellschaft vom hl. Apostel Paulus wählte Pater Alberione am 4. April 1957 zum Generaloberen. Als Teilnehmer am Zweiten Vatikanischen Konzil (1962–1965) war er beteiligt an der Entstehung des Konzildekretes „Inter mirifica“ über die sozialen Kommunikationsmittel und die Instrumente der Evangelisation (14. Dezember 1963). Am 5. August 1969 wird er auf dem zweiten Generalkapitel zum Ehrengeneraloberen ernannt, ihm im Amt als Generaloberer folgte Pater Luigi Damaso Zanoni.
Am 25. November 1971 starb Pater Alberione im Generalat der Gesellschaft vom hl. Apostel Paulus in Rom, er wurde in Santa Maria Regina degli Apostoli alla Montagnola bestattet.

## Seligsprechung
Im Jahre 1981 wurde der Seligsprechungsprozess eingeleitet. Das Dekret zum Ehrwürdigen Diener Gottes wurde am 25. Juni 1996 veröffentlicht. Am 27. April 2003 wurde er durch Papst Johannes Paul II. (1978–2005) seliggesprochen. 2003 wurde er zum „Schutzpatron des Internets“ vorgeschlagen.

## Film
1954 schrieb Alberione das Drehbuch zu Virgilio Sabels Jesus-Film Il figlio dell’uomo.